# 1915 în artă
← 1912 în artă — 1913 în artă — 1914 în artă ——  1915 în artă  —— 1916 în artă — 1917 în artă — 1918 în artă →
1915 în artă implică o serie de evenimente:

## Evenimente

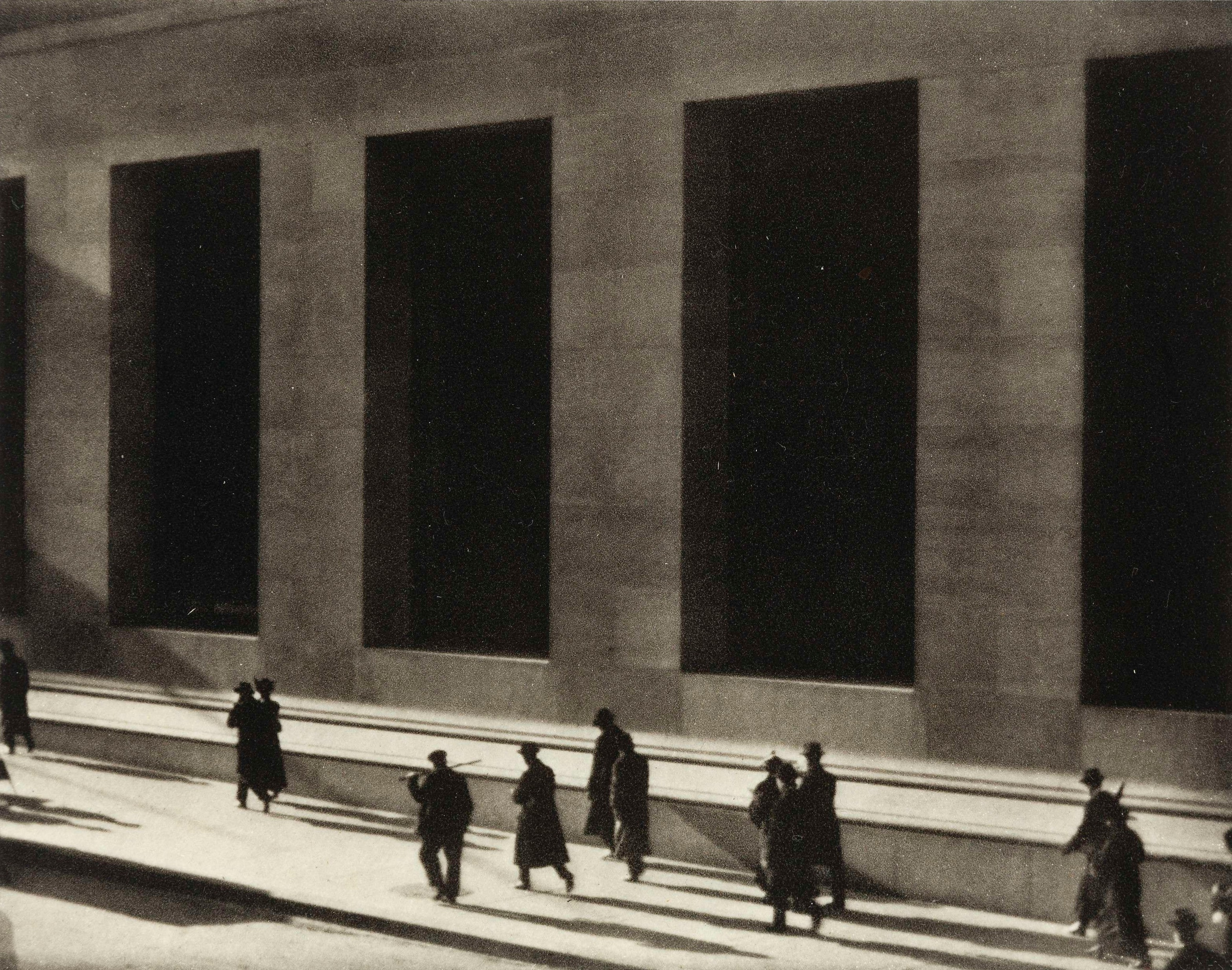
Wall Street (1915) de Paul Strand

### Evenimente artistice oriunde
- Mai – Ambrose Heal și alții fondează Design and Industries Association în Londra.[1]
- Harper's Bazaar îl desemnează pe artistul grafic și vizual Erté să îi realizeze coperțile.
- Lui Edward McKnight Kauffer i se comisionează să realizeze un poster pentru compania Underground Electric Railways Company of London.
- Shōzaburō Watanabe originează metoda shin-hanga collaborative woodblock printing in Japan.
- Primul dintre Războinicii etruști din teracotă, falsificați de sculptorul Alfredo Fioravanti, cu ajutorul familiei Riccardi, este achiziționat de Metropolitan Museum of Art din New York City.
- Adolescenta de 14 ani, Alice Prin, supranumită "Kiki de Montparnasse") pozează nudă, pentru sculptori, în Paris.

## Arte vizuale

### Fotografie
- Paul Strand – Wall Street (fotografie)

## Lucrări

### Lucrări oriunde
- George Bellows – Riverfront No. 1
- Frank Weston Benson – Red and Gold
- Umberto Boccioni
  - Charge of the Lancers
  - Horizontal Volumes
- Marc Chagall – The Poet Reclining
- Giorgio de Chirico – The Double Dream of Spring
- Kazimir Malevici – Pătrat negru pe fond alb (prima variantă din cele trei existente, 1915, 1924 și 1929)
- Henri Matisse – Le rideau jaune
- Jean Metzinger – Soldier at a Game of Chess
- Piet Mondrian – Composition No. 10 Pier and Ocean
- Diego Rivera – Portret cubist al lui Ramón Gómez de la Serna (pictură)
- W. L. Wyllie – The track of Lusitania: view of casualties and survivors in the water and in lifeboats - Cazul Lusitania - imagine a deceselor și a supraviețuitorilor în apă și în bărcile de salvare
- Konstantin Yuon – March Sun
- Anders Zorn – Self-portrait in Red

## Nașteri
- 3 ianuarie – Jack Levine, pictor american social realist și gravor (d. 2010)[2]
- 15 ianuarie – Leo Mol, artistul vizual canadian, sculptor (d. 2009)[3]
- 24 ianuarie – Robert Motherwell, pictor american abstract expresionist și tipograf (d. 1991).[4]
- 4 februarie – Virginia Admiral, pictor și poet american (d. 2000)[5]
- 11 februarie – Mervyn Levy, artist plastic și critic de artă galez (d. 1996).[6]
- 10 martie – Harry Bertoia, artist plastic italiano-american și designer de mobilier (d. 1978).[7]
- 17 septembrie – M. F. Husain, artist plastic din India (d. 2011)[8]
- 19 septembrie – Duffy Ayers, născută Betty FitzGerald, pictor portretist englez (d. 2017)[9]
- 13 octombrie
  - Terry Frost, artist vizual abstract englez (d. 2003)[10]
  - Ricco, pictor elvețian (d. 1972)
- 24 octombrie – Bob Kane, artist vizual american, specializat pe comics și scriitor (d. 1998)[11]
- 9 noiembrie – André François, cartonist francez (d. 2005)[12]
- 26 noiembrie – Inge King, sculptoriță australiană, născută în Germania (d. 2016)
- 28 noiembrie – Evald Okas, pictor estonian (d. 2011)[13]

## Decese
- 15 ianuarie – Luigi Crosio, pictor italian (n. 1835)
- 23 ianuarie – Anne Whitney, sculptor și poet american (n. 1821)[14]
- 25 februarie – Flaxman Charles John Spurrell, arheolog și fotograf englez (n. 1842)
- 3 aprilie – Nadežda Petrović, pictoriță sârbă de expresie fauvistă (n. 1873)
- 28 noiembrie – Kobayashi Kiyochika, pictor japonez de ukiyo-e și gravor (n. 1847)
- 22 decembrie – Arthur Hughes, pictor și ilustrator englezi (n. 1832)
- decese la date necunoscute
  - Kikuchi Shingaku, fotograf japonez (n. 1832)
  - Krikor Torosian, ilustrator armean (n. 1884; ucis în genocidul armean)

## Galerie (lucrări din 1915)
- Lucrări reprezentative